# Nikolaj Lipkin
Nikolaj Nikolajevitj Lipkin (ryska: Николай Николаевич Липкин), född den 20 maj 1985 i Kasimov, Sovjetunionen, är en rysk kanotist.
Han tog bland annat VM-guld i C-1 200 meter i samband med sprintvärldsmästerskapen i kanotsport 2006 i Szeged.